# Amphoe Tha Uthen

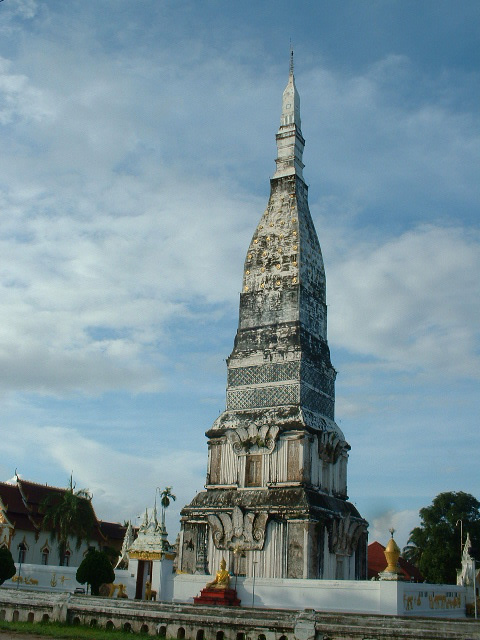
Phra That Tha Uthen am Ufer des Mekong

Amphoe Tha Uthen (thailändisch อำเภอ ท่าอุเทน) ist ein Landkreis (Amphoe – Verwaltungs-Distrikt) der Provinz Nakhon Phanom. Die Provinz Nakhon Phanom liegt in der Nordostregion von Thailand, dem so genannten Isan.

## Geographie
Benachbarte Bezirke (von Süden im Uhrzeigersinn): die Amphoe Mueang Nakhon Phanom, Phon Sawan, Si Songkhram und Ban Phaeng der Provinz Nakhon Phanom. Nach Osten auf dem anderen Ufer des Mekong liegt die Provinz Khammuan von Laos.

## Geschichte
Das Fürstentum (Mueang) Tha Uthen hieß ursprünglich Chairit Uttaburi (ไชยฤทธิ์อุตตบุรี) und lag im heutigen Tambon Chaiburi. Es war 1808 von einem Anführer der Thai Yao mit Namen Thao Mo und seiner Frau Su Nan Tha gegründet worden. Thao Mo wanderte mit seinen Anhängern aus dem Mueang Hong Sawadi im heutigen Laos hierher aus. Ihm wurde daraufhin der Titel Phraya Hong Sawadi verliehen.
Im Jahr 1870 ernannte König Mongkut (Rama IV.) seinen Sohn Phra Si Worarat zum Leiter der Stadt Tha Uthen, er starb 1899. Später entschied das thailändische Innenministerium, dass die Stadt nicht länger von einem Angehörigen der Königlichen Familie geleitet werden solle, sondern von einem vom Ministerium ernannten Gouverneur.
Im Jahr 1907 wurde Mueang Tha Uthen zu einem Landkreis umgewandelt.

## Verwaltung

### Provinzverwaltung
Der Landkreis Tha Uthen ist in neun Tambon („Unterbezirke“ oder „Gemeinden“) eingeteilt, die sich weiter in 111 Muban („Dörfer“) unterteilen.
| Nr.  | Name         | Thai      | Muban | Einw. |
| ---- | ------------ | --------- | ----- | ----- |
| 01.  | Tha Uthen    | ท่าอุเทน    | 07    | 4.934 |
| 02.  | Non Tan      | โนนตาล    | 15    | 7.390 |
| 03.  | Tha Champa   | ท่าจำปา    | 16    | 8.844 |
| 04.  | Chaiburi     | ไชยบุรี     | 17    | 8.435 |
| 05.  | Phanom       | พนอม      | 11    | 5.269 |
| 06.  | Phathai      | พะทาย     | 10    | 4.863 |
| 011. | Woen Phrabat | เวินพระบาท | 10    | 6.078 |
| 012. | Ram Rat      | รามราช    | 17    | 8.700 |
| 014. | Nong Thao    | หนองเทา   | 08    | 4.281 |

### Lokalverwaltung
Es gibt zwei Kommunen mit „Kleinstadt“-Status (Thesaban Tambon) im Landkreis:
- Woen Phrabat (Thai: เทศบาลตำบลเวินพระบาท) besteht aus dem gesamten Tambon Woen Phrabat.
- Tha Uthen (Thai: เทศบาลตำบลท่าอุเทน) besteht aus dem gesamten Tambon Tha Uthen.

Außerdem gibt es sieben „Tambon-Verwaltungsorganisationen“ (องค์การบริหารส่วนตำบล – Tambon Administrative Organizations, TAO):
- Non Tan (Thai: องค์การบริหารส่วนตำบลโนนตาล)
- Tha Champa (Thai: องค์การบริหารส่วนตำบลท่าจำปา)
- Chaiburi (Thai: องค์การบริหารส่วนตำบลไชยบุรี)
- Phanom (Thai: องค์การบริหารส่วนตำบลพนอม)
- Phathai (Thai: องค์การบริหารส่วนตำบลพะทาย)
- Ram Rat (Thai: องค์การบริหารส่วนตำบลรามราช)
- Nong Thao (Thai: องค์การบริหารส่วนตำบลหนองเทา)